# Bataille de Caer Caradoc
La bataille de Caer Caradoc oppose en 50 les légions romaines commandées par Publius Ostorius Scapula aux tribus bretonnes menées par Caratacos.
Caratacos s'était retranché sur une colline rendant difficile l'attaque des Romains. Ceux-ci se lancèrent à l'assaut en employant la formation de la tortue et franchirent les remparts de pierre pour arriver au corps à corps. Moins bien équipés, les Bretons furent mis en déroute. La femme et les enfants de Caratacos furent capturés mais lui-même parvint à s'échapper et se réfugia chez la reine Cartimandua. Celle-ci le livra aux Romains et Caratacos fut emmené prisonnier à Rome.